# The Disney-MGM Studios Theme Park Grand Opening
The Disney-MGM Studios Theme Park Grand Opening ist eine vom Fernsehsender NBC in Auftrag gegebene Spezial-Fernsehsendung zur Eröffnung des neuen Themenparks „Disney’s MGM Studios“ in Orlando, Florida am 1. Mai 1989. Neben einer hohen Einschaltquote wurde die rund zwei Stunden dauernde Fernsehshow noch im gleichen Jahr für die Choreografie von Walter Painter mit einem Emmy ausgezeichnet und für den Filmschnitt, der von Terry Climer, Jeff Palmer und Kris Trexler durchgeführt wurde, in einer weiteren Kategorie nominiert. Die Show selbst wurde einen Tag vor der Veröffentlichung am 30. April 1989 während der Sonntags-Prime-Time von NBC ausgestrahlt.
Als Regisseur trat Jeff Margolis in Erscheinung, das Drehbuch schrieb Lane Sarasohn mit seinen Kollegen Hildy Parks und Bob Arnott. Als Gaststars traten zahlreiche bekannte Schauspielpersönlichkeiten, aber auch einige Prominente aus dem Musikbereich auf. Ehrengäste waren neben dem ehemaligen US-Präsidenten Ronald Reagan, der erst kurz zuvor sein Amt als Präsident der Vereinigten Staaten niederlegte, auch die damalige Premierministerin des Vereinigten Königreichs Margaret Thatcher, sowie der angehende Staatspräsident Polens, Lech Wałęsa. Host der Show war John Ritter.

## Handlung
Als Haupthost der rund zweistündigen Fernsehshow trat John Ritter in Erscheinung, der neben verschiedenen anderen Hosts sowie Sprechern bzw. Ansagern, unter anderem dem 1966 verstorbenen Walt Disney, die Hauptaufgaben als Gastgeber der Show übernahm. Die Show behandelte neben dem Aufbau des Themenparks auch zahlreiche kurze Filmausschnitte bekannter Schauspieler aus der Vergangenheit, die von den anwesenden Prominenten gewählt wurden. So verglich sich Ronald Reagan unter anderem mit Mr. Smith aus Mr. Smith geht nach Washington. John Ritter wurde danach von den US-Medien gelobt, da er in der manchmal doch recht trocken wirkenden Show den einen oder anderen Lacher herausgeholt hat. Lob galt aber auch den Produzenten, die sich nicht zu sehr auf das Zeigen von Ausschnitten aus den Lieblingsfilmen der Stars konzentriert hatten, sondern auch andere Filmclips und die Erzeugung der Magie des Films zeigten bzw. präsentierten.
Doch während der Show traten auch zahlreiche Musiker auf, wobei der erste Act der von Smokey Robinson war, der mit zahlreichen Tänzern den nachgebildeten Hollywood Boulevard des Themenparks entlangkam. Ein weiteres elegant aber auch temporeich wirkendes Musical hatten dann im Anschluss Buster Poindexter, Ashford & Simpson sowie Ann Miller in drei verschiedenen Tanznummern. Andere Highlights der Show zeigten Harry Anderson, der erklärte, wie Spezialeffekte entstehen und Tony Randall, der über die Arbeiten an Animationen sprach. Nach etwa 90 Minuten war die Show bereits am Auslaufen und nahm in der letzten halben Stunde mit Musik-Acts der Pointer Sisters, dem letzten Highlight George Burns und dem eher uninspirierten Willie Nelson noch etwas Fahrt auf. Neben weiteren Auftritten war der Abschluss schließlich das Lied Horray for Hollywood, für dessen großartige Tanzeinlagen Walter Painter den Choreografie-Emmy gewann.
Außerdem lobten US-Medien, dass das Fernsehpublikum quasi durch den Themenpark geführt wurde. Des Weiteren wurde erklärt, dass auch Besucher an kleineren Produktionen im Themenpark teilnehmen können und dass Kinder ihre eigene Stimme zu Cartoons aufnehmen lassen können. Die Auftritte von Ronald Reagan, Margaret Thatcher und Lech Wałęsa schienen lt. US-Medien fehl am Platz und zudem auch unangemessen. Für Kinder und ihre Eltern hatte die Show aber ihre amüsante Unterhaltung, schrieb dabei das Magazin Variety.

## Besetzung
| Name                                              |
| ------------------------------------------------- |
| Harry Anderson                                    |
| Ashford & Simpson                                 |
| George Burns                                      |
| The Creel Triplets (Monica, Leanna und Joy Creel) |
| Walter Cronkite                                   |
| Cathy Lee Crosby                                  |
| Jane Fonda                                        |
| John Forsythe                                     |
| Estelle Getty                                     |
| George S. Irving                                  |
| Rue McClanahan                                    |
| Ann Miller                                        |

| Name                |
| ------------------- |
| Yves Montand        |
| Willie Nelson       |
| Buster Poindexter   |
| Stefanie Powers     |
| The Pointer Sisters |
| Tony Randall        |
| John Ritter         |
| Smokey Robinson     |
| Mickey Rooney       |
| Suzanne Somers      |
| Jimmy Stewart       |
| Dick Van Dyke       |

| Name            |
| --------------- |
| Robert Cummings |
| Rex Allen       |
| Walt Disney     |
| Art Linkletter  |
| Mark Elliot     |
| Ronald Reagan   |
| Dick Wesson     |
| Gary Owens      |

| Name              |
| ----------------- |
| Ronald Reagan     |
| Margaret Thatcher |
| Lech Wałęsa       |

### Auszeichnungen und Nominierungen
Auszeichnungen
- 1989: Emmy in der Kategorie „Outstanding Achievement in Choreography“ für den Choreografen Walter Painter (unentschieden mit Paula Abdul von The Tracey Ullman Show).

Nominierungen
- 1989: Emmy in der Kategorie „Outstanding Editing for a Miniseries or a Special – Multi-Camera Production“ für das Editoren-Team bestehend aus Terry Climer, Jeff Palmer und Kris Trexler.